# John Barber (cestista)
John Barber (27 giugno 1927) è un ex cestista statunitense, professionista nella NBA.
È il nonno di Jason e Jeryl Sasser.

## Carriera
Venne selezionato dai Minneapolis Lakers al settimo giro del Draft NBA 1956 (3rd pick, 51ª scelta assoluta).
Disputò 5 partite con i St. Louis Hawks nel 1956-57, realizzando 7 punti.